# 吉賀大眉
吉賀 大眉（よしか たいび、1915年2月8日 - 1991年10月13日）は、陶芸家。文化功労者。
山口県萩市出身。本名は寿男。東京美術学校彫刻科卒。萩焼作家協会会長、山口芸術短期大学教授を務めた。1971年日本芸術院賞受賞。1982年日本芸術院会員。1986年勲三等瑞宝章、1990年文化功労者。墓は山口県萩市大井の周鷹寺の墓地にある。